# Testi cabalistici primari

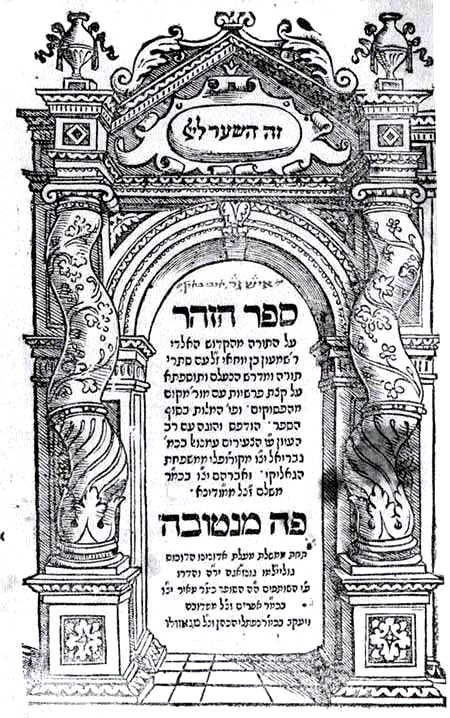
Frontespizio della prima edizione dello Zohar, Mantova, 1558

Come per il resto della letteratura rabbinica, i testi primari della Cabala ebraica erano una volta parte della tradizione orale continuativa, sebbene nel corso dei secoli molta della Torah Orale venisse poi messa per iscritto. I testi scritti sono oscuri e difficili per quei lettori che non hanno familiarità con la spiritualità ebraica, che presume una conoscenza profonda del Tanakh (Bibbia ebraica), del Midrash (tradizione ermeneutica ebraica) e Halakhah (legge ebraica pratica).

## La Torah
Per i cabalisti, i dieci enunciati in Genesi con i quali Dio ha creato il mondo sono collegati alle dieci Sephirot - la struttura divina di ogni essere. Secondo lo Zohar e il Sefer ha-Yihud, la Torah è sinonimo di Dio. Più specificamente, nel Sefer ha-Yihud, le lettere della Torah sono le forme di Dio. Il cabalista guarda oltre gli aspetti letterali del testo, cercando il vero significato. Il testo non solo offre tradizioni e modi di pensare, ma rivela anche la realtà infinita di Dio. Uno dei primi filosofi ebrei, Filone d'Alessandria (20 p.e.v.-40 e.v.), disse che Abramo conosceva la Torah essenziale, prima che fosse data, perché Abramo era egli stesso un filosofo: osservava il mondo attorno a lui e si esaminava interiormente per scoprire le leggi della natura. Sebbene ciò, strettamente parlando, non sia una nozione mistica, introduce tuttavia l'idea di una Torah interiore che è alla base della parola scritta. Molto più tardi, nel XIX secolo, il rabbino chassid Yehudah Aryeh Leib Alter (autore della vasta opera etico-mistica Sfas Emes), sostenne che in realtà furono le azioni di Abramo a diventare la Torah. La Torah è quindi considerata come storia continuativa realizzata mediante le vite della Nazione di Israele. La Torah è un testo importante perché anche le tradizioni minori della Cabala riconoscono i suoi aspetti del divino.

## "Antichità testuale": storia della filosofia
Forme ebraiche di esoterismo esistevano già più di duemila anni fa. Ben Sira ammonisce contro di esso, dicendo: "Tu non devi occuparti delle cose misteriose". Ciononostante, gli studi mistici furono intrapresi e produssero una letteratura mistica.
Prima ad apparire nell'ambito dell'Ebraismo fu la letteratura apocalittica del secondo e del primo secolo pre-cristiano e che conteneva elementi inseriti più tardi nella Cabala. Secondo Flavio Giuseppe, tali scritti erano in possesso della Esseni e custoditi gelosamente dalla divulgazione, per cui si ritenevano di una certa antichità.
Che quei libri contenenti sapere segreto fossero tenuti nascosti da (o per) gli "illuminati" è affermato da 4 Esdra 14:45-46, dove viene detto a pseudo-Esdra di pubblicare i ventiquattro libri del canone apertamente, in modo che sia i degni che gli indegni possano leggerli, ma di mantenere gli altri settanta libri occultati, al fine di "consegnarli solo a coloro che siano saggi" (cfr. Dan 12:10), poiché in essi risiede la sorgente della comprensione, la fonte della sapienza, e il flusso di conoscenza.
V'è il Libro dei Giubilei, apocrifo anche per il canone Halakhico ebraico e forse scritto verso il tempo di re Giovanni Ircano I. Si riferisce a misteriosi scritti di Jared, Caino e Noè, e presenta Abramo come il rinnovatore, e Levi come il custode permanente di questi antichi scritti. Offre una cosmogonia sulla base delle ventidue lettere dell'alfabeto ebraico e si collega con la cronologia e messianologia ebraiche, mentre allo stesso tempo insiste sulla heptad (7) come numero sacro, piuttosto che sul sistema decadico (10) adottato dagli haggadisti successivi e presente nella Sefer Yetzirah. L'idea pitagorica dei poteri creativi dei numeri e delle lettere era condivisa dallo Sefer Yetzirah ed era conosciuta al tempo della Mishnah, prima del 200 e.v.

## Ebraismo
I primi elementi del misticismo ebraico si possono trovare nei testi non biblici dei Manoscritti del Mar Morto, come la Canzone del Sacrificio di Shabbat. Anche alcune parti del Talmud e del Midrash si concentrano sull'esoterico e sul mistico, specialmente Hagigah 12b-14b. Molti testi esoterici, tra cui Hekalot Rabbati, Sefer HaBahir, Torat Hakana, Sefer P'liyah, Midrash Otiyot d'Rabbi Akiva, il Bahir e lo Zohar affermano essere dell'era talmudica, sebbene alcune di queste opere, in particolare il Bahir e lo Zohar, sono considerati da certi studiosi moderni come prodotti medievali attribuiti pseudo-epigraficamente ai tempi antichi.
L'ortodossia tradizionale però non è d'accordo su questo. In epoca medievale il misticismo ebraico si sviluppò sotto l'influenza del testo esoterico Sefer Yetzirah basato su parole-numeri. Fonti ebraiche attribuiscono il libro al patriarca Abramo, sebbene il testo stesso non offra nessuna asserzione sull'autore. Questo libro, e soprattutto il suo concetto embrionale delle Sephirot, divenne oggetto di studio sistematico da parte di diverse confraternite mistiche, che finirono per essere chiamate baale ha-kabbalah (בעלי הקבלה, "possessori o maestri della Cabala").

### Testi primari

#### Heikhalot
Heikhalot (היכלות – "palazzi celesti") non sono un unico testo. Piuttosto, sono un genere di scritti con caratteristiche comuni del Sefer haZohar. Questi testi si concentrano principalmente sul come realizzare una ascesa celeste attraverso gli Heikhalot (palazzi celesti) e cosa aspettarsi una volta lì, o su come far discendere gli spiriti angelici ad interagire e aiutare l'adepto. Ci sono diversi documenti più estesi degli heikhalot, come Hekhalot Rabbati, in cui sono descritti sei dei sette palazzi di Dio, Hekhalot Zutarti, Shiur Ḳomah e 3 Khanokh, quest'ultimo apocrifo (cfr Canone della Bibbia) e dunque proibito secondo l'Halakhah (cfr Filosofia ebraica), conosciuto come "libro di Enoch", oltre a centinaia di brevi documenti, molti dei quali soltanto frammenti.

#### Sefer Yetzirah
Sefer Yetzirah (סֵפֶר יְצִירָה – "Libro [della] Formazione/Creazione"), noto anche come Hilkhot Yetzira "Leggi di Formazione", è una fonte primaria dell'insegnamento cabalistico. I primi commentari di questo piccolo libro furono scritti nel X secolo, forse il testo stesso viene citato addirittura nel VI secolo, e forse la sua disposizione linguistica dell'alfabeto ebraico potrebbe risalire al II secolo. Le sue origini storiche rimangono oscure, sebbene molti credano che fosse stato scritto da Abramo e curato da Rabbi Akiva. Esiste oggi in varie edizioni, di una lunghezza fino a 2500 parole (circa la misura di un opuscolo). Organizza il cosmo in "32 Sentieri di Saggezza", che comprendono "10 Sephirot" (3 elementi - aria, acqua e fuoco - più 6 direzioni e un centro) e "22 lettere" dell'alfabeto ebraico (3 lettere madri, 7 lettere doppie più 12 lettere semplici): questa struttura per organizzare i fenomeni cosmici che vanno dalle stagioni del calendario alle emozioni dell'intelletto; è essenzialmente un indice di corrispondenze cosmiche.

#### Bahir
Bahir (בהיר – "Illuminazione"), noto anche come "Midrash di Rabbi Nehunya ben Ha-Kana" - libro di particolare interesse per gli studenti della Cabala ebraica perché serve come un tipo di epitome che esamina i concetti essenziali della letteratura cabalistica successiva. È formato da circa 12.000 parole (approssimativamente la misura di una rivista). Nonostante il nome "Illuminazione", è notoriamente criptico e difficile da capire (ma non impossibile). Gran parte è scritta in parabole, una dopo l'altra in successione. Il Bahir si apre con una citazione attribuita a Rabbi Nehunya ben HaKanah, un saggio talmudico del I secolo, e il resto del libro sviluppa una discussione su tale citazione. La tradizione ebraica considera l'intero libro scritto nello spirito di Rabbi Nehunya (o persino scritto letteralmente da lui). Fu pubblicato per la prima volta in Provenza, Francia (vicino all'Italia), nel 1176. Gli storici sospettano che Rabbi Yitzhak Ha-Ivver (Isacco il Cieco) abbia scritto il libro in quel periodo, sebbene incorpori tradizioni orali di un tempo molto anteriore sul Tanakh, Talmud, Siddur, Yetzira, e altri testi rabbinici.

#### Sefer Raziel HaMalakh

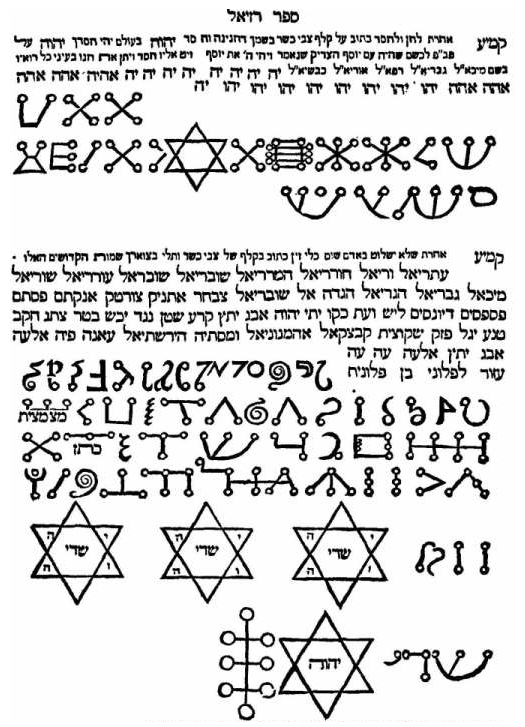
Estratto da Sefer Raziel HaMalakh, con vari sigilli magici (o סגולות, seguloth, in ebraico)

Sefer Raziel HaMalakh (רזיאל המלאך – "Raziel l'Angelo") è una collezione di scritti esoterici, probabilmente compilata e redatta dalla stessa mano, ma originalmente non opera di un solo autore. Lo studioso Zunz ("G. V." 2ª ed., p. 176) distingue tre parti principali: (1) il Libro Ha-Malbush; (2) il Grande Raziel; (3) il Libro dei Segreti, o Libro di Noè. Queste tre parti sono ancora riconoscibili come distinte — 2b-7a, 7b-33b, 34a e b. Dopo queste seguono due parti più corte intitolate "Creazione" e "Shur Ḳomah", e dopo 41a vengono presentate formule per amuleti e incantesimi.

#### Zohar
Zohar (זהר – "Splendore") – il testo più importante della Cabala, che a volte raggiunge anche status canonico come parte della Torah Orale. È un commentario mistico della Torah, scritto in aramaico medievale. Per gran parte del XX secolo c'è stato un consenso accademico per quanto riguarda la paternità medievale dello Zohar, ma i cabalisti più tradizionali sono d'accordo tra di loro che l'autore orale fu Rabbi Shimon bar Yochai e il testo fu trascritto da Rav Abba, uno studente di Rabbi Shimon bar Yochai.
Gershom Scholem sostiene che Moses de León fu l'unico autore dello Zohar. Più recentemente, Yehuda Liebes ha affermato che, mentre de León può certo esser stato l'autore primario, egli comunque incorporò o redasse selezioni di cabalisti contemporanei (per es. Rabbi Joseph Gikatilla, Rabbi Joseph di Hamadan, Rabbi Bahya ben Asher). Studiosi cabalisti odierni, tra cui Ronit Meroz, Daniel Abrams e Boaz Huss, hanno dimostrato che i materiali che compongono lo Zohar subirono diverse generazioni di scrittura, revisione e redazione. De León a suo tempo aveva sostenuto di aver scoperto il testo dello Zohar mentre si trovava in Terra d'Israele e lo attribuì al rabbino del secondo secolo Shimon bar Yochai, che è il personaggio principale del testo stesso. Lo Zohar ottenne subito enorme popolarità in tutto il mondo ebraico.
Sebbene il libro venisse ampiamente accettato, alcuni rinomati rabbini nei secoli successivi pubblicarono dei testi affermando che Rabbi Moshe se lo era inventato creando un falso con concetti contrari all'Ebraismo. Tuttavia, molti di questi rabbini non erano cabalisti (cfr Nomi di Dio nella Bibbia). Il dibattito divenne un importante punto di contesa in una comunità di ebrei dello Yemen, noti come Dor Daim, un movimento intellettuale religioso che reclamava un ritorno ad un Ebraismo più talmudico. Altre comunità in Italia e nelle terre andaluse (spagnoli-portoghesi) contestarono il contenuto e l'autenticità dello Zohar. Organizzato in commentari di sezioni della Torah, lo Zohar approfondisce Talmud, Midrash Rabba, Sefer Yetzira, Bahir, e molti altri testi rabbinici. In una certa misura, si può certamente affermare che lo Zohar sia Cabala.

#### Pardes Rimonim
Pardes Rimonim (פרדס רימונים – "Giardino [di] melograni") - il magnum opus di Rabbi Moses Cordovero, pubblicato nel XVI secolo è la fonte principale della Cabala cordoveriana, estesa interpretazione dello Zohar e amichevole rivale dell'interpretazione lurianica.

#### Etz Hayime le Otto Porte
Etz Hayim (עץ חיים – "Albero [della] Vita") - utile testo degli insegnamenti di Rabbi Isaac Luria (noto anche come "l'Ari", il Leone), compilato dal suo discepolo Hayim Vital (l'Ari personalmente non pubblicò nulla). È l'interpretazione primaria e la sintesi della Cabala lurianica e fu pubblicato a Safed nel XVI secolo. Il testo consiste in un'introduzione primaria al resto del sistema lurianico. Lo Shemona She'arim (otto porte) rappresenta il sistema lurianico completo, come organizzato da Shmuel Vital, figlio di Hayim Vital. Etz Hayim è l'unica opera pubblicata da Hayim Vital – il resto dei suoi scritti furono seppelliti con lui in forma inedita. Sembra che Shmuel Vital abbia fatto un sogno nel quale doveva esumare certi scritti dalla tomba di suo padre, lasciandone altri sotto terra. Shmuel Vital poi si mise a redigere e pubblicare gli scritti come Otto Porte, che sono a volte suddivisi in altre opere:
1. Shaar HaHakdamot - Porta dell'Introduzione: Otztrot Haim, Eitz Haim, Arbah Meot Shekel Kesef, Mavoa Shaarim, Adam Yashar
2. Shaar Mamri RaShB"Y - Porta delle Parole di Rabbi Shimon bar Yohai
3. Shaar Mamri RaZ"L - Porta dei Nostri Saggi
4. Shaar HaMitzvot - Porta delle Mitzvot (Comandamenti)
5. Shaar HaPasukim - Porta dei Versetti: Likutei Torah, Sepher HaLikutim
6. Shaar HaKavanot - Porta delle Kavanot (Intenzioni): Shaar HaKavvanot, Pri Eitz Haim, Olat Tamid
7. Shaar Ruach HaKodesh - Porta dello Spirito Profetico
8. Shaar HaGilgulim - Porta del Ghilgul (Reincarnazione)

I cabalisti sefarditi e mizrahì si propongono di studiare tutte le otto porte. Etz Hayim è pubblicato in un unico volume standard, suddiviso in tre parti: le prime due parti pubblicate da Hayim Vital, con la terza parte intitolata Nahar Shalom di Rabbi Shalom Sharabi. I cabalisti aschenaziti spesso si focalizzano solo su Etz Hayim, con le spiegazioni di Rabbi Mosè Luzzatto. Comunque non sempre è così: ci sono delle yeshivot, come la scuola Shaar Hashamayim Yeshiva, che studiano le opere di Hayim Vital nella loro interezza.